# 알렉세이 아르부조프

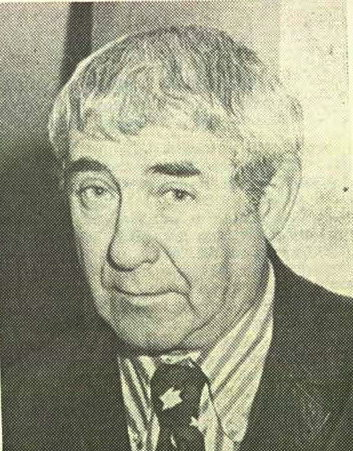

알렉세이 아르부조프(Aleksei Nikolaevich Arbuzov, 러시아어: Алексей Николаевич Арбузов, 1908년 5월 13일 ~ 1986년 4월 20일)은 소비에트 연방의 극작가다.
순수한 극장인으로 출발하여, 처녀희곡 <클라스>(1930) 이래 극작으로 전환하여, 애정의 파탄을 강하게 이겨낸 하나의 여성을 그린 <타냐>(1938)는 그의 출세작으로 지목되며 오늘날에도 상연되고 있다. 독소 전쟁 후의 희곡으로는 <청춘과의 해후> <유럽 연대기> <편력시대>가 있으나 그의 작가적 명성을 높인 것은 동부 시베리아의 수력발전소 건설을 무대로, 연애와 우정을 통해서 현대청년의 정신적 내면을 해명하고, 집단과 노동 속에서 단련되는 젊은이들의 성격과 신념을 그의 특유한 서정성을 곁들여 새로운 극형식으로 묘사한 <이르쿠츠크 이야기>(1959)이다. 그 후의 작품으로는 <23시 너머> <잃어버린 아들> <불쌍한 나의 마라트> <밤의 고백>(1967) 등이 있다.